# Cristian Gamboa
Cristian Esteban Gamboa Luna, född 24 oktober 1989 i Liberia, är en costaricansk fotbollsspelare som spelar för VfL Bochum. Han har även representerat Costa Ricas landslag.

## Karriär
Den 27 augusti 2019 värvades Gamboa av tyska VfL Bochum, där han skrev på ett tvåårskontrakt. Den 22 november 2020 förlängde Gamboa sitt kontrakt i klubben fram till juni 2023. I oktober 2023 förlängde han sitt kontrakt fram till sommaren 2025.